# Cocktail (film)
För andra betydelser, se Cocktail (olika betydelser).
Cocktail är en amerikansk romantisk dramakomedifilm från 1988 i regi av Roger Donaldson. I huvudrollerna ses Tom Cruise, Bryan Brown och Elisabeth Shue.

## Handling
Brian Flanagan (Tom Cruise) har tjänstgjort som menig i armén och åker med en Greyhound-buss till New York med ambitionen att bli börsmäklare. Ingen vill anställa honom och han råds att skaffa en universitetsexamen, men universitetsstudierna passar honom inte riktigt. Det är svårare än han från början trodde och han börjar arbeta i en bar för att förtjäna sitt uppehälle. När man arbetar i bar händer dock mycket och han träffar där Jordan (Elisabeth Shue).

## Rollista i urval
| Tom Cruise          | – Brian Flanagan          |
| Bryan Brown         | – Douglas "Doug" Coughlin |
| Elisabeth Shue      | – Jordan Mooney           |
| Lisa Banes          | – Bonnie                  |
| Laurence Luckinbill | – Mr. Mooney              |
| Kelly Lynch         | – Kerry Coughlin          |
| Gina Gershon        | – Coral                   |
| Ron Dean            | – Pat Flanagan            |
| Robert Donley       | – Eddie                   |
| Ellen Foley         | – Eleanor                 |

## Om filmen
Cocktail spelades in i New York, Toronto samt på Jamaica.
Filmen soundtrack gavs ut av Elektra Records. I filmens öppningssekvens spelas "Wild Again" av Starship. Sången "Kokomo" (skriven av Scott McKenzie, Mike Love, Terry Melcher och John Phillips) framförd av The Beach Boys nominerades för en Golden Globe Award for Best Original Song – Motion Picture, liksom Grammy Award for Best Pop Vocal Performance by a Duo or Group.